# Clavija macrocarpa
Clavija macrocarpa là một loài thực vật có hoa trong họ Anh thảo. Loài này được Ruiz & Pav. mô tả khoa học đầu tiên năm 1798.